# El Bale
El Bale es un corregimiento del distrito de Ñürüm en la comarca Ngäbe-Buglé, República de Panamá. La localidad tiene 813 habitantes (2010).